# Monumentos naturais da Argentina

Yaguareté

Na Argentina, os monumentos naturais referem-se a áreas, coisas, animais ou plantas de espécies vivas, de interesse estético, valor histórico ou científico, às quais se atribui uma protecção absoluta.

## Lista dos monumentos naturais na Argentina
- Monumento Natural Baleia-franca-austral (Eubalaena australis)
- Monumento Natural Bosques Petrificados (Argentina) (na província de Santa Cruz)
- Monumento Natural Huemul (Hippocamelus bisulcus - Veado dos Andes meridionais ou huemul)
- Monumento Natural Laguna de Pozuelos (na província de Jujuy)
- Monumento Natural Taruca (Hippocamelus antisensis - Veado dos Andes setentrionais ou guemal)
- Monumento Natural Yaguareté (Panthera onca - Onça-pintada)